# Видерн
Видерн (њем. Widdern) град је у њемачкој савезној држави Баден-Виртемберг. Једно је од 46 општинских средишта округа Хајлброн. Према процјени из 2010. у граду је живјело 1.949 становника. Посједује регионалну шифру (AGS) 8125103.

## Географски и демографски подаци
Видерн се налази у савезној држави Баден-Виртемберг у округу Хајлброн. Град се налази на надморској висини од 185 метара. Површина општине износи 25,2 km². У самом граду је, према процјени из 2010. године, живјело 1.949 становника. Просјечна густина становништва износи 77 становника/km².